# 靳文鈞
靳文鈞（？—？），山東聊城人，漢軍鑲黃旗人，清朝政治人物。

## 生平
靳文鈞是乾隆癸卯（1783年）舉人，大挑試用。嘉慶七年（1802年）任江蘇松江府水利通判，嘉慶十年（1805年）任江蘇荆溪縣知縣，后回任江蘇荆溪縣知縣。嘉慶十二年（1807年）調任江蘇华亭县知县，七月調任寶山縣知縣。嘉慶十四年（1809年）六月任江蘇溧陽縣知縣，八月卸任。